# Jan Bogumił Gudeit
Jan Bogumił Gudeit (ur. 1763 w Tylży, zm. ~1818 w Warszawie) – aptekarz warszawski.

## Życiorys
Urodził się w Tylży w 1763 i w rodzinnym mieście uczył się aptekarstwa. W 1785 przybył do Warszawy i w 1794 nabył aptekę w Rynku Starego Miasta od Ignacego Andrychowicza, której początek sięgał połowy XVI wieku. Apteka znana była w Warszawie jako "apteka naprzeciwko Orła Białego".
W latach 1806 i 1807 należał do Administracji Lazaretowej i w 1809 był na stanowisku Naczelnego Aptekarza Wojsk Księstwa Warszawskiego. W roku następnym objął stanowisko Inspektora Generalnego Służby Zdrowia z przydziałem do sztabu głównego. Przyczynił się do zasilenia biblioteki powołanego w 1809 "Wydziału Akademickiego Nauk Lekarskich".
Pierwszą żoną była Elżbieta córka Jana Siega, po jej śmierci ożenił się z Ludwiką Goullet. Miał pięcioro dzieci: Jana, Wiktorię, Józefa, Ludwikę żonę Ludwika Koehlera i Teofilę.
W 1818 już nie żył, aptekę prowadziła wdowa, a następnie syn Jan Gudeit. Pochowany został na cmentarzu ewangelicko-augsburskim w Warszawie.